# Raoul Hausmann
Raoul Hausmann (Viena, 12 de julho de 1886 - Limoges, 1 de fevereiro de 1971) foi um artista plástico, poeta e romancista austríaco. Com o pseudônimo Der Dadasophe exerceu um destacado papel como dadaísta, participando dos grupos de Zurique e posteriormente de Berlim. Foi crítico às instituições da Alemanha durante os anos transcorridos entre as duas guerras mundiais.

## Notícia biográfica
Tendo ido viver com seus pais em Berlim com quatorze anos de idade, foi de seu pai que teve os primeiros ensinamentos sobre pintura. Jovem ainda, interessou-se pelo Expressionismo, tendo participado da revista Der Sturm. 
Afastando-se da pintura, interessou-se por filosofia e literatura, publicando artigos e poemas em revistas culturais. A partir de 1913 publicou trabalhos na revista expressionista Die Aktion.
Sendo um seguidor fervoroso do expressionismo, até então, aproxima-se do Dadaísmo em 1917. Em 1918, ano em que se publicou o primeiro Manifesto Dadaísta, foi um dos fundadores do "Clube Dadá" de Berlim, participando dos primeiros saraus Dada na Alemanha.
Nesta época, Hausmann desenvolveu um processo de fotomontagem e imprimiu os seus primeiros "poemas de cartaz", ou "poemas-pôster" e produziu seus primeiros poemas fonéticos. Em 1919, tornou-se o editor do jornal "Der Dada". 
Em 1919, ainda, escreveu "Protesto contra a concepção de vida weimariana".
Tendo terminado o movimento Dada no início dos anos de 1920, em 1926 Raoul Hausmann começou a escrever o seu romance "Hyle". Paralelamente, ele conduziu análises eletroacústicas e óticas com o "Optofone", um dispositivo patenteado em Londres em 1935, que era destinado a produzir ondas sonoras a partir de imagens correspondentes, com a intenção de criar, a partir destes sons, aquilo que chamaria de "poemas ótico-fonéticos" ou "opto-fonéticos".
A partir de 1930, começa a trabalhar sistematicamente com fotografia, tendo migrado para Ibiza na mesma década em função da perseguição pelo Nazismo, estando as obras de Hausmann e dos dadaístas entre as consideradas "arte degenerada" por Hitler. Abandonando a Espanha, em função da entrada das tropas alemãs que apoiavam o general Francisco Franco, vivendo como um artista banido, Hausmann esteve sempre emigrando até 1944. Da Espanha ele foi para Zurique e para Praga, em seguida. Após isto, foi para Paris, onde se instalou definitivamente na rua Peyrat-le-Château a Limoges,  vivendo no isolamento, até a sua morte em 1971 .

## A arte
Mais popular pelo seu trabalho plástico, Raoul Hausmann criou colagens  experimentais, fotomontagens, esculturas, pinturas,  poesia sonora.
Amigo de Hugo Ball e Kurt Schwitters, já 1918, recitou publicamente um poema cujo tema era a palavra inventada e sem significação "fmsbwtözäu", provavelmente um poema fonético. Em 1919 imprime "O fonema kp erioUM", poema claramente fonético. Ambos poemas eram chamados "Poema-pôster". Hausmann desejava fazer um poema de aspectos sonoros visualizáveis em um impresso, através de recursos tipográficos, tendo criado o poema chamado de "ótico-fonético". 
A sua obra mais conhecida é "A Cabeça Mecânica - O Espírito do Nosso Tempo", c. 1920, é a única montagem sobrevivente que Hausmann produziu por volta de 1919-20. O Espírito do Nosso Tempo é uma descrição de Raoul Hausmann, criada em 1919, que mostra uma representação abstrata e mecânica do homem moderno. A obra combina fotomontagens, recortes de jornais e textos para explorar temas de tecnologia e a experiência humana na Alemanha do pós-guerra. Construída a partir de um manequim de cabeleireiro para fazer perucas, a peça possui vários dispositivos de medição acoplados, incluindo copo telescópico, estojo de couro, haste de cachimbo, cartolina branca com o número 22, pedaço de fita métrica de costura, roda dentada de relógio, rolo de tipografia, decímetro duplo.

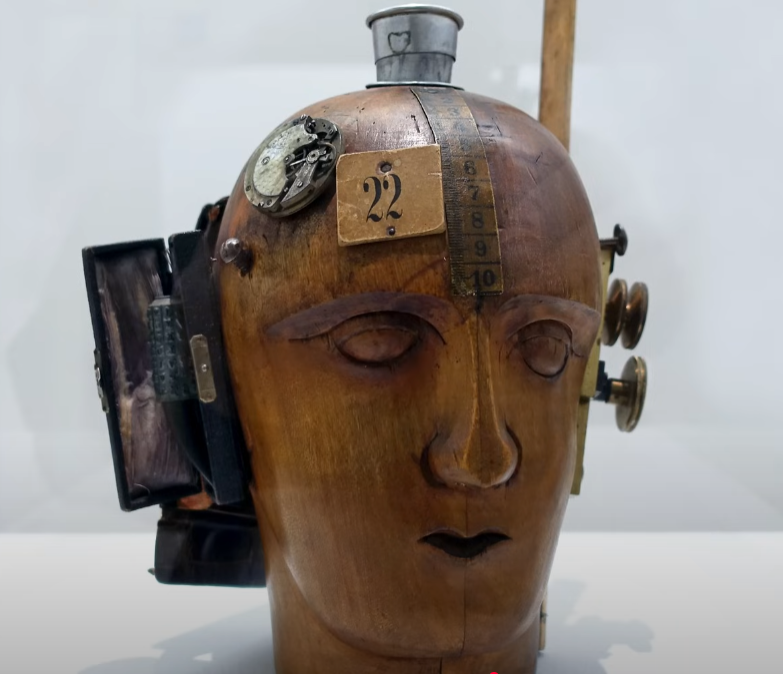
Raoul Hausmann, A Cabeça Mecânica (O Espírito do Nosso Tempo), 1920, cabeça de manequim, copo telescópico, estojo de couro, haste de cachimbo, cartolina branca com o número 22, pedaço de fita métrica de costura, roda dentada de relógio, rolo de tipografia, decímetro duplo, 32,5 x 21 x 20 cm

| “ | A Cabeça Mecânica (O Espírito do Nosso Tempo)" evoca especificamente o filósofo George Wilhelm Friedrich Hegel (1770–1831). Para Hegel... tudo é mente. Entre os discípulos e críticos de Hegel estava Karl Marx. A escultura de Hausmann pode ser vista como uma inversão agressivamente marxista de Hegel: trata-se de uma cabeça cujos "pensamentos" são materialmente determinados por objetos literalmente fixados a ela. No entanto, existem alvos mais profundos na cultura ocidental que dão força a esta obra-prima moderna. Hausmann inverte a noção da cabeça como sede da razão, uma suposição que está por trás do fascínio europeu pelo retrato. Revela uma cabeça que é penetrada e governada por forças externas brutas. | ” |